# تینیاتوکسین
تینیاتوکسین (به انگلیسی: Tinyatoxin) با فرمول شیمیایی C۳۶H۳۸O۸ یک ترکیب شیمیایی با شناسه پاب‌کم ۴۴۲۰۹۸ است. که جرم مولی آن ۵۹۸٫۶۸ g/mol می‌باشد. 